# Jeong Chan
Jeong Chan (nacido en 1953) (Hangul: 정찬) es un escritor de Corea del Sur.

## Biografía
Jeong Chan es un escritor coreano nacido en 1953 que se graduó de Educación en la Universidad Nacional de Seúl. Debutó en 1983 con la novela corta La torre del lenguaje (Marui tap) que se publicó en El mundo del lenguaje. Jeong Chan es un artista popular y estuvo presente en el Festival Internacional de Escritores de Seúl LTI Korea de 2010, que se realizó bajo el tema de "Fantasía más empatía".

## Obra
Jeong Chan fue muy influenciado por el Levantamiento de Gwangju, que ocurrió mientras trabajaba como periodista para el periódico Dong-a Ilbo. Lo que le intrigó no fue el tema político, sino el de personas enfrentándose a la muerte y la redención. En "Alma perfecta" (Wanjeonhan yeonghon), la barbarie de las personas en el poder contrasta con la simplicidad y la pasividad de las almas inocentes.
Otra de sus preocupaciones es la relación entre el poder y el lenguaje. El poder aquí es el producto final de la corrupción del lenguaje o el lenguaje usado en aras de una ideología. "Casa de hielo" (Eoreumui jip) y "Canción de la tristeza" (Seulpeumui norae) ofrecen una meditación cuidadosa acerca del lenguaje de las novelas y "Búho" se centra en la tensión entre el silencio de Dios y el lenguaje del poder corrupto. En "Casa de hielo" (Eoreumui jip), lo que buscan los poderosos es identificado como el lugar de Dios. Mientras ahonda en el intercambio entre la esencia y las manifestaciones de la esencia, también investiga el problema del lenguaje ficticio que se revela en la misma novela. Por esto, su obra a veces es vista como un campo medio entre la poesía y la novela.

## Obras en coreano (lista parcial)
Novelas
- La noche del mundo (1998)
- Escalera de oro (1999)
- Bajo la retama (1999)
- Un alma sombra (2000)

Recopilación de relatos cortos
- El río de la memoria (1989)
- El alma perfecta (1992)
- El camino acogedor (1995)
- Morir en Venecia (2003)

## Premios
- Premio Literario Dong-in